# Progomphus recurvatus
Progomphus recurvatus – gatunek ważki z rodziny gadziogłówkowatych (Gomphidae). Występuje na terenie Ameryki Południowej.